# ジョージ・ジェムソン

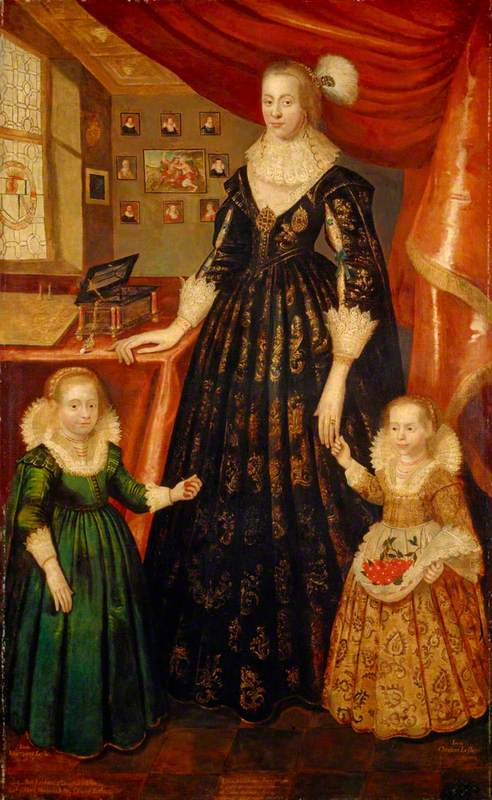
スコットランド貴婦人の肖像画 (c.1627), スコットランド国立美術館

ジョージ・ジェムソン（George Jamesone（Jamesonとも書く）、1587年2月18日 - 1644年12月11日）は、スコットランドの肖像画家。

## 生涯
スコットランド北東部のアバディーンに生まれた。伝説によれば「父親は石工の親方で、息子に優れた教育を受けさせるために息子をアントウェルペンに送り、ピーテル・パウル・ルーベンスの画房で、同じくルーベンスの弟子であったアンソニー・ヴァン・ダイクと共に修行を積んで、1620年にアバディーンに戻った」と伝えられてきたが、アントウェルペンの画家組合に登録の記録がないことから疑わしいとされている。美術史家、エルンスト・ゴンブリッチの研究などから、ジェムソンはアバディーンからエディンバラに移って、叔父の装飾画家の工房に徒弟になって、1618年まで働いた。1818年から再びアバディーンにいた記録の残る1620年までの間の事績が不明であるので、この時、アントウェルペンで修業した可能性はないわけではない。
エディンバラでは行政長官のお抱え絵師として、1633年に初めてスコットランドを訪れた国王チャールズ1世に謹呈するために、スコットランド国王たちの肖像画を何枚か描かされた結果、その業績を国王から認められ、国王自らが所有する指輪を授かることとなった。これによって、評判は不動のものとなり、スコットランドの貴族や富裕層の肖像画を次々と任されるようになった。1644年にエディンバラで、57年の生涯を終える。ジェムソンの高名な弟子の一人にはジョン・マイケル・ライトがいる。マイケル・ライトもまた、ジェムソンと同じくチャールズ1世の肖像画を任されたが、ジェムソンのように行政長官たちの言い値で絵を売るようなことはしなかった。